# Мур, Крейг
Крейг Э́ндрю Мур (англ. Craig Andrew Moore; 12 декабря 1975, Кантербёри, Новый Южный Уэльс, Австралия) — австралийский футболист, игрок сборной Австралии. Играл на позиции центрального защитника.
Профессиональную карьеру Мур начал в шотландском «Рейнджерс», за который отыграл, с перерывом в один сезон, 10 лет, и завоевал в его составе 5 титулов чемпиона Шотландии. После «Рейнджерс» Мур провёл половину сезона в «Боруссии» из Мёнхенгладбаха, затем вновь вернувшись в Британию, перейдя в английский «Ньюкасл Юнайтед», за который отыграл два сезона. В 2007 году Мур возвратился в Австралию в клуб «Брисбен Роар», за который провёл следующие два года. В январе 2010 года он заключил контракт на 1,5 года с греческим клубом «Кавала», однако 31 марта 2010 года этот контракт был расторгнут, после чего он завершил карьеру.
В национальной сборной Крейг Мур выступал с 1995 по 2010 год, проведя за это время в её составе 50 матчей и забив в них 3 гола. Мур был в составе сборной Австралии на чемпионате мира 2006 и включён в заявку на чемпионат мира 2010.

## Карьера

### Клубная карьера

#### Рейнджерс
Мур родился в Кентербери, Новый Южный Уэльс и вырос в Вуллонгонг, Новый Южный Уэльс. Юниором играл за клуб из Брисбена — «Норт Стар», перед поступлением в Австралийский институт спорта. Позже Мур отправился в Шотландию, и присоединился к молодёжной команде клуба Рейнджерс, позже став  важным игроком в центре обороны «Джерс», вплоть до 2004 года, в течение двух периодов в клубе.
Мур провел большую часть сезона 1998/99 в «Кристал Пэлас»; несмотря на то, что его игра в Лондоне была на уровне, он не сумел помочь «Орлам» выйти  в английскую Премьер-Лигу, и он вернулся в «Рейнджерс» после того, что клуб из Южного Лондона не выполнил финансовых обязательств по трансферным платежам.

## Достижения
- Чемпион Шотландии (5): 1994/95, 1995/96, 1996/97, 1999/00, 2002/03
- Обладатель Кубка Шотландии (4): 1995/96, 1999/00, 2001/02, 2002/03
- Обладатель Кубка шотландской лиги (3): 1996/97, 2001/02, 2002/03